# جو كيسادا
جو كيسادا (مواليد 12 يناير 1962 م) هو كاتب قصص مصورة أمريكي.